# تشارالامبوس ليكوجيانيس
تشارالامبوس ليكوجيانيس (باليونانية: Μπάμπης Λυκογιάννης)‏ (22 أكتوبر 1993 اليونان - ) هو لاعب كرة قدم يوناني، يلعب كمدافع.

## روابط خارجية
- تشارالامبوس ليكوجيانيس على موقع الاتحاد الأوربي (الإنجليزية)
- تشارالامبوس ليكوجيانيس على موقع إي إس بي إن إف سي (الإنجليزية)
- تشارالامبوس ليكوجيانيس على موقع قاعدة بيانات كرة القدم.إي يو (الإنجليزية)
- تشارالامبوس ليكوجيانيس على موقع ليكيب (الفرنسية)
- تشارالامبوس ليكوجيانيس على موقع ناشيونال فوتبول تيمز (الإنجليزية)
- تشارالامبوس ليكوجيانيس على موقع Soccerbase.com (لاعب) (الإنجليزية)
- تشارالامبوس ليكوجيانيس على موقع Soccerway.com (الإنجليزية)
- تشارالامبوس ليكوجيانيس على موقع عالم كرة القدم.نت (الإنجليزية)
- تشارالامبوس ليكوجيانيس على موقع AS.com (الإسبانية)